# Comité Militar de la Unión Europea
El Comité Militar de la Unión Europea (CMUE) es el alto órgano interno del Consejo de la Unión encargado de los asuntos de defensa y del planeamiento militar. Se encuentra subordinado políticamente al Alto Representante de la Unión para Asuntos Exteriores y Política de Seguridad y depende orgánicamente de la Secretaría General del Consejo.

## Composición y presidencia
El CMUE está compuesto por el Estado Mayor de la Unión Europea y los jefes del Estado Mayor de cada uno de los Estados de la Unión, y —desde la entrada en vigor del Tratado de Lisboa— por un representante militar del Alto representante de la Unión para Asuntos Exteriores y Política de Seguridad.
El Presidente del CMUE es nombrado por un plazo de tres años por el pleno del Consejo a propuesta del propio Comité, y deberá tener rango de general de cuatro estrellas o equivalente. Sus funciones son las de presidir e impulsar sus trabajos de manera estable y representarlo ante el Comité Político y de Seguridad y ante el propio Consejo.
El CMUE puede reunirse también en el escalafón inferior, es decir, integrándolo los delegados militares del Estado Mayor de cada Estado. También en este caso sus sesiones son presididas por el presidente del CMUE.

## Funciones
El Comité Militar es un órgano con funciones esencialmente consultivas y, en menor medida, también directivas y de control:
- Ejerce su función consultiva mediante la emisión de recomendaciones y dictámenes ante tres instancias distintas, ante las que responde, en distinto concepto: el Consejo, el Alto Representante y el Comité Político y de Seguridad. Es el principal foro de consulta y cooperación a nivel militar en la Unión Europea (no sólo a nivel del Consejo, y de ahí su nombre).
- Asume funciones de mando a nivel militar, suministrando directrices al Estado Mayor de la Unión Europea, generalmente a petición del Comité Político y Militar.
- Le corresponde la función de control sobre las operaciones militares que la Unión encomienda a sus tropas y que se ejecutan bajo responsabilidad de un comandante de operación. El CMUE es el órgano militar de mayor rango establecido dentro del Consejo.

- Dirige todas las actividades militares en el marco de la UE, en particular la planificación y ejecución de misiones y operaciones militares en el marco de la Política Común de Seguridad y Defensa (PCSD) y el desarrollo de las capacidades militares.
- Proporciona asesoramiento militar al Comité Político y de Seguridad (CPS) y formula recomendaciones sobre temas militares.